# Thạnh Phú, Cần Thơ
Thạnh Phú là một xã thuộc thành phố Cần Thơ, Việt Nam.

## Địa lý
Xã Thạnh Phú có vị trí địa lý:
- Phía đông giáp xã Trung Hưng
- Phía tây giáp xã Thạnh An và tỉnh An Giang
- Phía nam giáp xã Cờ Đỏ và xã Thới Hưng
- Phía bắc giáp xã Thạnh Quới và xã Vĩnh Thạnh.

Xã Thạnh Phú có diện tích 99,07 km², dân số năm 2024 là 25.699 người, mật độ dân số đạt 259 người/km².

## Lịch sử
Ngày 20 tháng 9 năm 1975, Bộ Chính trị ban hành Nghị quyết số 245-NQ/TW về việc hợp nhất tỉnh Cần Thơ (ngoại trừ huyện Thốt Nốt), tỉnh Sóc Trăng, tỉnh Trà Vinh, tỉnh Vĩnh Long thành một tỉnh, tên gọi tỉnh mới cùng với nơi đặt tỉnh lỵ sẽ do địa phương đề nghị lên.
Ngày 20 tháng 12 năm 1975, Bộ Chính trị ban hành Nghị quyết số 19/NQ về việc hợp nhất tỉnh Cần Thơ (bao gồm cả huyện Thốt Nốt của tỉnh Long Xuyên), tỉnh Sóc Trăng thành một tỉnh mới, tên gọi tỉnh mới cùng với nơi đặt tỉnh lỵ sẽ do địa phương đề nghị lên.
Ngày 24 tháng 2 năm 1976, Chính phủ Cách mạng lâm thời Cộng hòa miền Nam Việt Nam ban hành Nghị định số 3/NQ/1976 về việc hợp nhất tỉnh Cần Thơ, tỉnh Sóc Trăng và thành phố Cần Thơ thành một tỉnh mới, lấy tên là tỉnh Hậu Giang.
Ngày 26 tháng 12 năm 1991, Quốc hội ban hành Nghị quyết về việc chia tỉnh Hậu Giang thành tỉnh Cần Thơ và tỉnh Sóc Trăng.
Ngày 21 tháng 4 năm 1998, Chính phủ ban hành Nghị định số 21/1998/NĐ-CP về việc thành lập thị trấn Cờ Đỏ thuộc huyện Ô Môn trên cơ sở điều chỉnh 438 ha diện tích tự nhiên và 7.914 nhân khẩu của xã Thới Đông; 320 ha diện tích tự nhiên và 1.894 nhân khẩu của xã Thạnh Phú thuộc huyện Thốt Nốt.
Xã Thạnh Phú thuộc huyện Thốt Nốt có 9.480 ha diện tích tự nhiên và 12.892 nhân khẩu.
Ngày 26 tháng 11 năm 2003, Quốc hội ban hành Nghị quyết số 22/2003/QH11 về việc chia tỉnh Cần Thơ thành thành phố Cần Thơ trực thuộc trung ương và tỉnh Hậu Giang.
Ngày 2 tháng 1 năm 2004, Chính phủ ban hành Nghị định số 05/2004/NĐ-CP về việc:
- Thành lập huyện Cờ Đỏ thuộc thành phố Cần Thơ.
- Thành lập huyện Vĩnh Thạnh thuộc thành phố Cần Thơ.
- Chuyển xã Thạnh Phú thuộc huyện Thốt Nốt về huyện Vĩnh Thạnh mới thành lập quản lý.

Ngày 23 tháng 12 năm 2008, Chính phủ ban hành Nghị định số 12/NĐ-CP về việc:
- Thành lập huyện Thới Lai thuộc thành phố Cần Thơ.
- Điều chỉnh toàn bộ 9.570,53 ha diện tích tự nhiên và 20.520 nhân khẩu của xã Thạnh Phú thuộc huyện Vĩnh Thạnh về huyện Cờ Đỏ quản lý.

Ngày 12 tháng 6 năm 2025, Quốc hội ban hành Nghị quyết số 202/2025/QH15 về việc sắp xếp đơn vị hành chính cấp tỉnh (nghị quyết có hiệu lực từ ngày 12 tháng 6 năm 2025). Theo đó, sáp nhập tỉnh Hậu Giang và tỉnh Sóc Trăng vào thành phố Cần Thơ.
Ngày 16 tháng 6 năm 2025:
- Quốc hội ban hành Nghị quyết số 203/2025/QH15[12] về việc Sửa đổi, bổ sung một số điều của Hiến pháp nước Cộng hòa xã hội chủ nghĩa Việt Nam. Theo đó, kết thúc hoạt động của đơn vị hành chính cấp huyện trong cả nước từ ngày 1 tháng 7 năm 2025.
- Ủy ban Thường vụ Quốc hội ban hành Nghị quyết số 1668/NQ-UBTVQH15[13] về việc sắp xếp các đơn vị hành chính cấp xã của thành phố Cần Thơ năm 2025 (nghị quyết có hiệu lực từ ngày 16 tháng 6 năm 2025). Theo đó, thành lập xã Thạnh Phú thuộc thành phố Cần Thơ trên cơ sở giữ nguyên toàn bộ 99,07 km² diện tích tự nhiên và quy mô dân số là 25.699 người của xã Thạnh Phú thuộc huyện Cờ Đỏ.[1]